# La Vérité (album de Marie Laforêt)
Pour les articles homonymes, voir La Vérité.
 (juin 2013).
Si vous disposez d'ouvrages ou d'articles de référence ou si vous connaissez des sites web de qualité traitant du thème abordé ici, merci de compléter l'article en donnant les références utiles à sa vérifiabilité et en les liant à la section « Notes et références ».
Albums de Marie Laforêt
Noé Il reviendra
La Vérité est le onzième album studio en français de la chanteuse Marie Laforêt édité en 1976 chez Gérard Tournier.
L’album ne fut soutenu que par un seul 45 tours Maine Montparnasse qui comporte la chanson Star en face B.

## La Vérité
| 1.    | La Vérité                                    | Michel Cywie; Gérard Stern; Didier Barbelivien | 3:37 |
| 2.    | Mon amour                                    | Marie Laforêt                                  | 2:19 |
| 3.    | On ne peut danser plus haut que ses souliers | Jeff Barnel; Boris Bergman                     | 2:40 |
| 4.    | Prends-moi                                   | Gérard Layani                                  | 3:23 |
| 5.    | Blandine                                     | Marcial Carcelès; Guy Floriant                 | 2:50 |
| 6.    | Maine Montparnasse                           | Michel Cywie; Christian Ravasco                | 3:26 |
| 7.    | Touche-moi                                   | Eric Charden; Didier Barbelivien               | 3:07 |
| 8.    | La Légende de Thomas                         | Gérard Layani                                  | 3:31 |
| 9.    | Le Bonheur                                   | Clive Westlake; Didier Barbelivien             | 3:49 |
| 10.   | La Naissance                                 | Gérard Layani; Rachel Letvitzky                | 4:10 |
| 11.   | L’Amour au feu de bois                       | Claude Rich; Pierre-André Doucet               | 2:50 |
| 12.   | Star                                         | Janis Ian; Eddy Marnay                         | 4:22 |
| 38:04 |                                              |                                                |      |